# بومرنگ (فیلم ۲۰۱۹)
بومرنگ (انگلیسی: Boomerang) فیلم اکشن هندی تامیل-زبان، تولید سال ۲۰۱۹ است که نویسندگی، کارگردانی و تهیه کنندگی ان را آر. کانان برعهده داشت. بازیگران اصلی آتاروا، مگها آکاش، ایندوجا هستند و نقش‌های مکمل را آپن پاتل، ساتیش و آرجی بلاجی بازی کرده‌اند. موسیقی فیلم توسط رادهان ساخته شد، فیلمبرداری آن را پراسانا کومار انجام داد و توسط آر.کی. سلوا تدوین گردید. فیلم در روز ۸ مارس ۲۰۱۹ اکران شد.